# 桜井すみれ
桜井 すみれ（さくらい すみれ、1980年10月25日 - ）は、元グラビアアイドル、タレント。

## 来歴・人物
2003年、「現役ナース」のアイドルとしてデビューする。TV出演の際にも、ナースのコスチューム姿で登場する事が多かった。雑誌においても、過激な性医学的な連載を複数持っていた。
グラビア・DVDでは、過激な着エロ系として、現役ナースの特性を活かし、淫らな医学用語を多用するなどして性的妄想を掻き立てるシーンを取り入れる事が多かった。また、セミヌード、手ブラ、M字開脚、Tバックマイクロビキニはもちろん、さらには胸ポチ、メコスジを見せるなどの過激路線を進んでいた。コスプレでは、ナースはもちろん、超ミニスカート&ルーズソックス女子高生でのTバック純白パンティーでのパンチラ・パンモロなど、やはり過激路線を進んでいた。
2006年7月31日をもって芸能活動を終了。

## 出演

### TV番組
- 夜美女（2005年、サンテレビ）-「ナースすみれのHカルテ」コーナー出演

### ラジオ番組
- ゴチャ・まぜっ!火曜日（MBSラジオ）

## リリース作品

### DVD
- 「ナースステーション」(竹書房)2004.10.22
- 「プライベートクリニック」(OMATA)2005.1.22
- 「EIGHT」(レイフル)2005.4.2
- 「HANA物語」(ぶんか社)2005.9.23
- 「LOVE LOVE LOVE LOVE」(メディアックス)2005.11.26
- 「すみれ満開」(ぶんか社)2006.4.28

### 写真集
- 「LOVE LOVE LOVE LOVE」(メディアックス)2005.12.3

### 書籍
- 「ナースすみれの『性の解体新書』」(三笠書房)